# Alanine aminotransférase
 (janvier 2018).
Si vous disposez d'ouvrages ou d'articles de référence ou si vous connaissez des sites web de qualité traitant du thème abordé ici, merci de compléter l'article en donnant les références utiles à sa vérifiabilité et en les liant à la section « Notes et références ».
Pour les articles homonymes, voir ALAT et TGP.
L'alanine aminotransférase (ALAT ou ALT) est une enzyme (EC 2.6.1.2) faisant partie des transaminases dont l'activité est mesurée en biologie clinique lors du bilan hépatique. Elle se trouve en quantité importante surtout dans le foie. Elle est impliquée dans le cycle de Felig. Son augmentation dans le plasma sanguin signe une cytolyse hépatique.
L'alanine aminotransférase est capable de transférer le groupement amine de l'acide glutamique sur l'acide pyruvique avec formation d'une molécule d'acide α-cétoglutarique (un acide α-cétonique) et d'alanine (un autre acide α-aminé) selon :

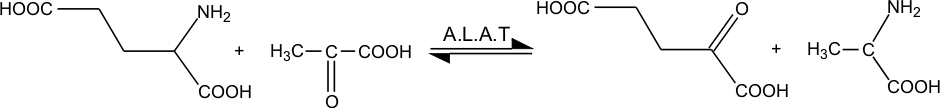
Alanine amino transférase

## Autre nom
Elle est également appelée glutamate pyruvate transaminase (TGP ou GPT ou SGPT (Serum Glutamate Pyruvate Transaminase)).

## Utilisation en médecine
La valeur normale de la concentration en ALAT plasmatique est de 29 à 33 UI/L chez l'homme et de 19 à 25 UI/L chez la femme.
Son taux est augmenté à des degrés divers en cas de maladies hépatiques. Une élévation franche des ALAT avec un taux de phosphatases alcalines peu augmenté est un tableau en faveur d'une cytolyse hépatique.